# Brachinus alexiguus
Brachinus alexiguus är en skalbaggsart som beskrevs av Terry Erwin. Brachinus alexiguus ingår i släktet Brachinus och familjen jordlöpare. Inga underarter finns listade i Catalogue of Life.